# Basiothia schenki
Basiothia schenki är en fjärilsart som beskrevs av Heinrich Benno Möschler 1872. Basiothia schenki ingår i släktet Basiothia och familjen svärmare. Inga underarter finns listade i Catalogue of Life.